# Coronel Aparício Borges
Coronel Aparício Borges é um bairro da cidade de Porto Alegre, no estado do Rio Grande do Sul. Foi criado oficialmente pela lei municipal 2.022 de 7 de dezembro de 1959, e nomeado em homenagem ao tenente-coronel Aparício Borges, morto durante a Revolução Constitucionalista de 1932.

## Histórico[1]
A ocupação da região onde atualmente se localiza o bairro Coronel Aparício Borges tem suas
origens na segunda metade do século XIX.
Sua fundação está ligada ao crescimento da Avenida Coronel Aparício Borges, que se originou da rua Dois Irmãos. A Coronel Aparício Borges foi elevada à categoria de avenida por lei municipal em 1958, e era a principal via de acesso e ligação entre os bairros Partenon, Glória e Teresópolis.

## Características atuais
O bairro Coronel Aparício Borges apresenta características residenciais e militares. Lá estão localizados a Academia de Polícia Militar, o Regimento Bento Gonçalves (entre outras dependências da Brigada Militar), o Presídio Central de Porto Alegre e a Companhia Riograndense de Artes Gráficas (CORAG). Atualmente integra a 3ª Perimetral.

## Limites atuais
Seus bairros vizinhos são: Partenon, Glória, Vila João Pessoa, São José e Cascata.
Ponto inicial e final: encontro da Avenida Coronel Aparício Borges com a Rua Coronel José Rodrigues Sobral; desse ponto segue pela Rua Coronel José Rodrigues Sobral até a Avenida Outeiro, por essa até a Avenida Veiga, por essa até Avenida Rocio, por essa até a Rua Tenente Ary Tarragô - Partenon, por essa até a Rua Menina Alvira, por essa até a Rua Doutor Manoel José Lopes Fernandes, por essa até a Rua Cavalo Crioulo, por essa até a Rua Antonio Simões, por essa até o eixo do arroio afluente do Arroio Moinho, ponto de coordenadas E: 283.678; N: 1.671.288; segue pelo eixo desse arroio e seu talvegue, a jusante, na direção sudeste, até a sua nascente, ponto de coordenadas E: 284.222; N: 1.670.466; desse ponto segue por uma linha reta e imaginária até o ponto de coordenadas E: 284.247; N: 1.670.189, junto às antenas UHF do Ministério da Aeronáutica no topo do Morro Pelado; desse ponto segue por linha reta e imaginária até a nascente do Arroio Moinho, junto à Rua Maria Lúcia Petit, ponto de coordenadas E: 283.638; N: 1.670.125; desse ponto segue por linha reta e imaginária até o marco geodésico do Morro da Polícia, ponto de coordenadas E: 282.384; N: 1.671.070; desse ponto segue por linha reta e imaginária até o encontro da Rua Tenente Mário Prates Teixeira com a Rua dos Unidos, por essa até o Beco Um - Vila Colina Verde, por esse até a Rua Patrimônio, por essa até a Rua Intendente Alfredo Azevedo, por essa até a Rua São Miguel, por essa até a Avenida Coronel Aparício Borges, por essa até a Rua Coronel José Rodrigues Sobral, ponto inicial.